# EH Большого Пса
EH Большого Пса (лат. EH Canis Majoris) — одиночная переменная звезда в созвездии Большого Пса на расстоянии приблизительно 2239 световых лет (около 686 парсеков) от Солнца. Видимая звёздная величина звезды — от +12,1m до +9m.

## Характеристики
EH Большого Пса — красная пульсирующая переменная звезда, мирида (M) спектрального класса M8e. Эффективная температура — около 3000 К.